# جرج آنتونیوس
جرج آنتونیوس (عربی: جورج حبيب أنطونيوس؛ زاده: ۱۹ اکتبر ۱۸۹۱ – درگذشته: ۲۱ مهٔ ۱۹۴۲) یک نویسنده و دیپلمات لبنانی و مصری بود و یکی از مورخین اولیهٔ ناسیونالیسم عرب بود که در اورشلیم سکونت داشت.

## زندگی‌نامه
در دیرالقمر در یک خانواده مسیحی ارتودکس شرقی لبنانی به دنیا آمد، او به عنوان یک مأمور دولتی در فلسطین تحت‌الحمایه انگلستان خدمت کرده‌است. کتاب ۱۹۳۸ او «بیداری عرب» بحثهایی را در مورد مسائلی مانند ریشه‌های ناسیونالیسم عرب، اهمیت شورشهای عربی سال ۱۹۱۶ و اختلافات سیاسی پس از جنگ جهانی اول در خاورمیانه ایجاد کرد.

## مقام‌ها
آنتونیوس از دانشگاه کمبریج فارغ‌التحصیل شد و به فلسطین تحت‌الحمایه انگلستان که جدیداً تشکیل شده بود به عنوان معاون اداره آموزش پیوست. همسر او کیتی دختر فارس نمیر پاشا یک مسیحی سوری ثروتمند و فعال فرهنگی بود. آنتونیوس روابط سختی با انگلستان داشت. با وجود مقام عالی‌اش او و همسرش از عضویت در کلوب ورزشی بیت‌المقدس که هیچ سیاست «بجز بومی‌ها» نداشت را رد کردند.
او از سمت خود در سال ۱۹۳۰ برای پیوستن به مؤسسه روابط کنونی جهانی در شهر نیویورک استعفا داد. او دبیرکل هیئت عربی در کنفرانس لندن در سال ۱۹۳۹ بود.

## نگارخانه

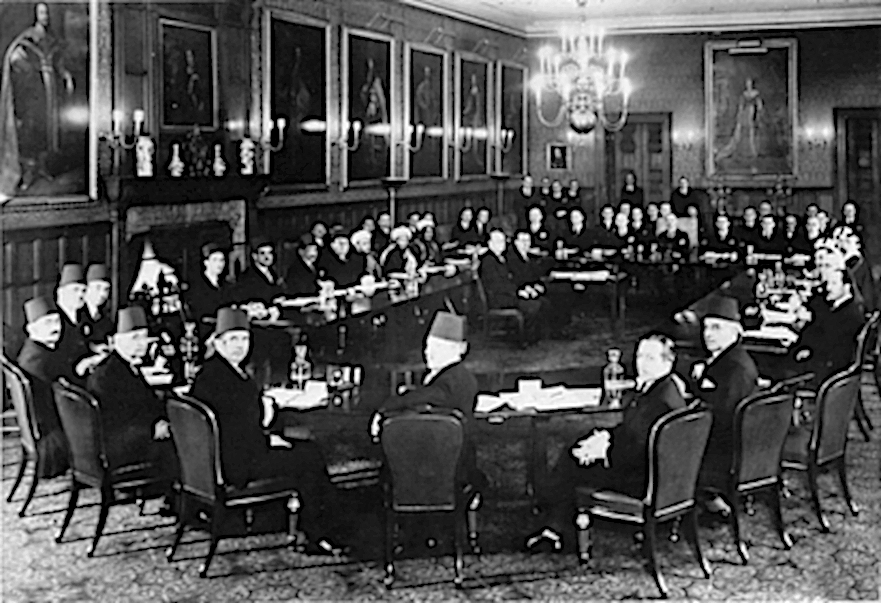
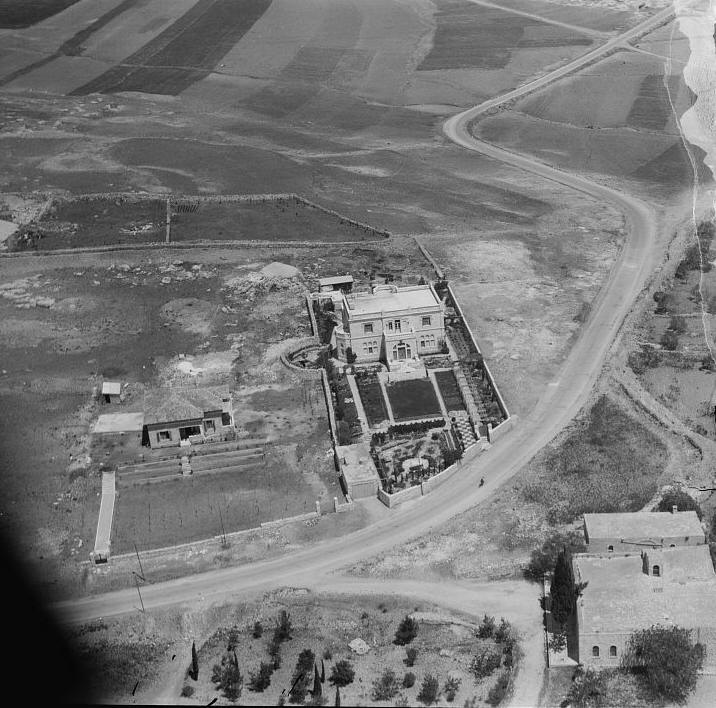
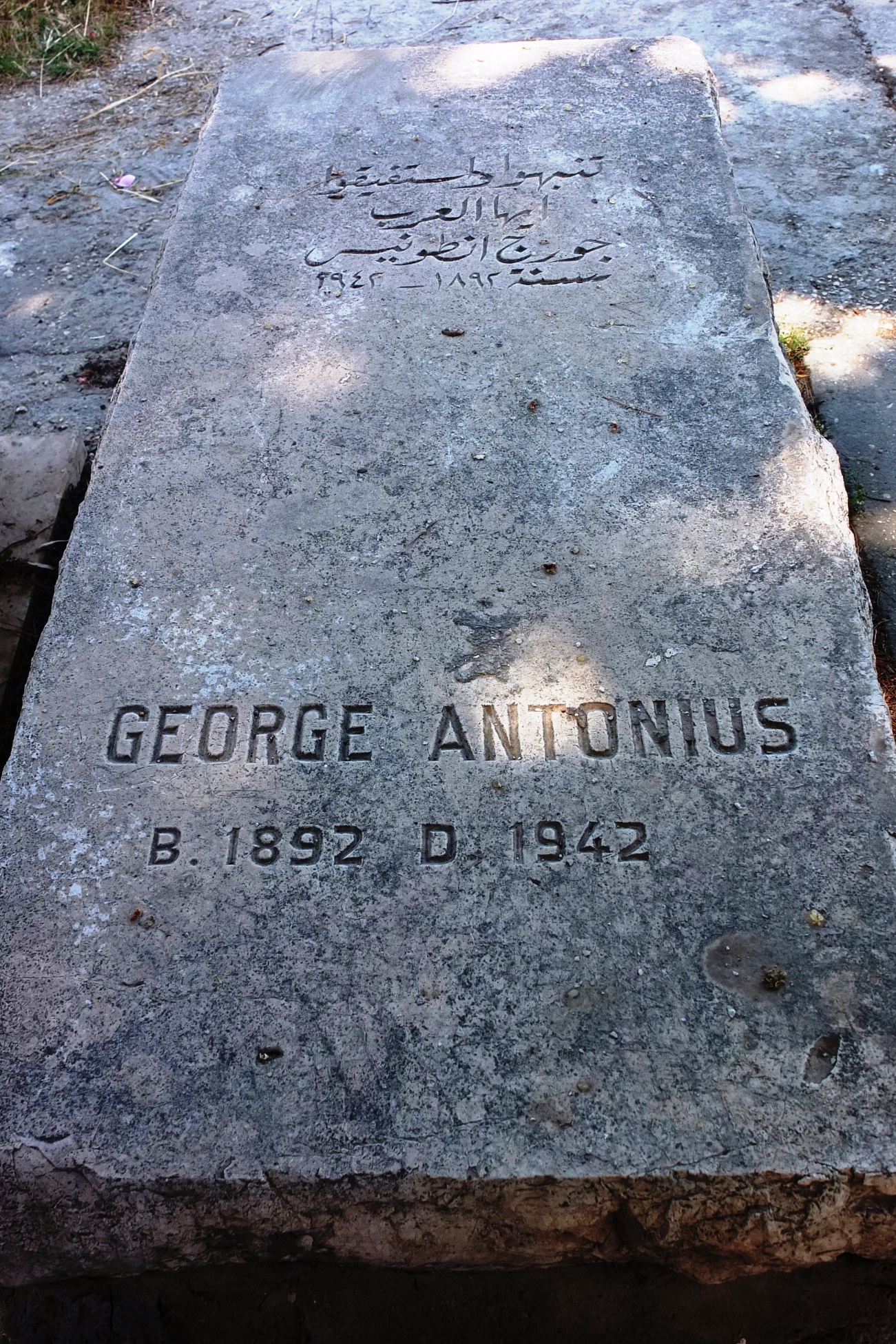